# Je vous trouve très beau
Pour plus de détails, voir Fiche technique et Distribution.
Je vous trouve très beau est un film français, écrit et réalisé par Isabelle Mergault, sorti en 2005. Il s'agit de sa première réalisation.

## Synopsis
Aymé Pigrenet, un agriculteur grincheux de la Drôme, vient de perdre son épouse lors d'un accident domestique. Il ne tenait pas vraiment à sa femme, mais elle était bien utile pour le travail à la ferme et pour s'occuper de la maison. Il lui faut trouver une nouvelle femme de toute urgence pour l’aider dans ses tâches car, seul, il ne s’en sort plus.
Ne sachant pas comment retrouver une épouse, il s’inscrit dans une agence matrimoniale. La responsable lui conseille d’aller en Roumanie, où les filles sont prêtes à tout pour quitter leur misère. Il ramène Elena, une jeune Roumaine qui cache à Aymé qu'elle a une petite fille, Gaby. Aymé prétexte auprès de ses proches qu’elle est une lointaine parente de sa femme défunte, venue en France pour un stage dans sa ferme.
Incapable de gentillesse, Aymé va malgré lui plonger rapidement Elena dans la mélancolie et la nostalgie de son pays. Les efforts d'Elena pour le séduire sont vains et le couple ne semble avoir aucun avenir. Se rendant compte qu’il risque de la perdre, Aymé se résout à faire des efforts ; il lui achète une bague de fiançailles mais lorsqu’il rentre à la ferme dans l’intention de lui offrir, Elena est en pleurs et le moment n’est pas opportun. Voulant lui redonner le moral, il retire alors toutes ses économies de la banque pour les remettre à Elena en lui faisant croire qu’elle a gagné au tiercé. Il a fait son deuil de leur relation, reprochant à Elena son incapacité à travailler correctement à la ferme, et la laisse repartir en Roumanie dès le lendemain. Seul à nouveau, Aymé devient rapidement mélancolique et se raccroche aux souvenirs de leur relation.
De retour dans son pays, Elena utilise l’argent pour ouvrir l’école de danse dont elle rêvait. Tombant sur le journal français du jour de son départ, elle découvre que le tiercé gagnant de la veille ne correspond pas aux chiffres qu’elle a joués. Comprenant le geste d’amour accompli par Aymé, elle revient le retrouver pour de bon, cette fois-ci accompagnée de Gaby.

## Fiche technique
Sauf indication contraire, les informations mentionnées dans cette section peuvent être confirmées par les bases de données cinématographiques IMDb et Allociné,  présentes dans la section « Liens externes ».
- Titre : Je vous trouve très beau
- Réalisation : Isabelle Mergault
- Scénario : Isabelle Mergault
- Musique : Alain Wisniak, Bob Lenox
- Photographie : Laurent Fleutot
- Montage : Marie-Josèphe Yoyotte
- Décors : Bernard Vézat
- Costumes : Anne David
- Conseiller technique : Laurent Herbiet
- Production : Jean-Louis Livi
- Société de production : Gaumont
- Budget : 6 660 000 €
- Pays de production :  France
- Langues originales : français et roumain
- Format : couleur - 1,85:1 - 35 mm - Dolby Digital
- Genre : comédie dramatique
- Durée : 95 minutes
- Dates de sortie :
  - France : 7 novembre 2005 (festival de Sarlat), 11 janvier 2006
  - Belgique : 18 janvier 2006

## Distribution
Sauf indication contraire, les informations mentionnées dans cette section peuvent être confirmées par les bases de données cinématographiques IMDb et Allociné,  présentes dans la section « Liens externes ».
- Michel Blanc : Aymé Pigrenet
- Medeea Marinescu : Elena
- Wladimir Yordanoff : Roland Blanchot
- Benoît Turjman : Antoine
- Eva Darlan : Madame Marais
- Élisabeth Commelin : Françoise
- Valérie Bonneton : Maître Labaume
- Julien Cafaro : Thierry
- Valentin Traversi : Jean-Paul
- Raphaël Defour : Nicolas
- Choukri Gabteni : Le patron du café
- Agnès Boury : Huguette Pigrenet la femme d'Aymé
- Tadrina Hocking : Nicole
- Nathalie Jouin : Sylvie
- Renée Le Calm : la grand-mère
- Véronique Silver : la femme "Cœur à cœur"
- Dora Doll : Catherine
- Liliane Rovère : Madame Lochet
- Françoise Monneret : Odile
- Cédric Zimmerlin : le serveur du restaurant
- Victor Bréquigny : le petit frère
- Stéphane Hillel : le représentant
- Nathalie Hugon : la vendeuse de bijoux
- Dany Benedito : l'hôtesse de l'agence de voyages
- Yves Neff : l'employé photo
- Dana Cavaleru
- Joël Collado : le présentateur météo de la radio (voix)
- Magdalena Condurache
- Madalina Ghitescu
- Java : Ciufut, la chienne d'Aymé
- Arthur Jugnot : Pierre
- Serge Mauro : Patrick Josson
- Denisa Rosca : Gaby, la fille d'Elena
- Bernard Villanueva
- Vlad Zamfirescu

## Musiques du film
Sauf indication contraire, les informations mentionnées dans cette section peuvent être confirmées par le générique de fin de l'œuvre audiovisuelle présentée ici, ainsi que par la base de données cinématographiques IMDb,  présente dans la section « Liens externes ».
- Nocturne pour piano, violon et violoncelle D 897 (opus posthume 148) en mi bémol majeur de Franz Schubert
- Quand il est mort le poète, interprété par Gilbert Bécaud
- Domino, interprété par André Claveau et composé par Louis Ferrari
- In My Way, composé par Alain Wisniak paroles Bob Lenox
- Concerto pour violon en ré majeur, op. 35 de Tchaïkovski

## Autour du film
- Le film devait d'abord s'appeler La Fille de l'Est puis Le Premier venu. Le titre finalement retenu correspond à la phrase standard en français apprise par toutes les candidates roumaines au mariage lors de l'entretien de l'agence matrimoniale.
- Le tournage s'est déroulé à Bucarest (Roumanie), Montélimar, Valence (dont l'aéroport de Valence), Varcy (La Répara-Auriples) et Le Teil (Café Le Luna Park)[1].
- À l'origine, Isabelle Mergault ne devait pas réaliser le film. Après avoir approché différents réalisateurs (dont André Téchiné et Michel Blanc), c'est le producteur Jean-Louis Livi qui a proposé à Isabelle Mergault de le réaliser.
- Deux clins d'œil de la réalisatrice, Isabelle Mergault : elle fait une petite apparition en caméo en tant que chauffeur de taxi, et le jour du départ d'Elena en Roumanie est celui de sa naissance, un 11 mai.
- Arthur Jugnot, qui interprète ici le rôle de Pierre, est le fils du comédien Gérard Jugnot, pour lequel Isabelle Mergault avait écrit le scénario de Meilleur Espoir féminin en 2000. C'est d'ailleurs Gérard Jugnot qui, à l'origine, était pressenti pour le rôle finalement tenu par Michel Blanc.
- Elena offre une plante à Aymé, qu'elle appelle — volontairement en référence à son français approximatif — un « garde-moi », en fait un gardénia.
- Dès septembre 2006, Isabelle Mergault s'annonçait[2] en négociation avec des producteurs américains pour un possible remake en langue anglaise réalisé par elle-même. Le nom de Bill Murray en remplacement de Michel Blanc dans le rôle principal a même un temps circulé[3]. À ce jour [2020], ce projet n'a toujours pas abouti.

## Accueil

### Accueil critique
La critique des spectateurs est bonne et celle des médias plus mitigée avec sur le site Allociné, des moyennes respectivement de 3,2/5 et 2,6/5.

### Box-office
Le film est un succès commercial en France car il totalise 3 373 434 entrées, ce qui fait de lui le 5e film français le plus vu de l'année 2006 et le 8e toutes nationalités confondues. Le film sort également en Allemagne et en Espagne pour une recette totale de 24 721 098 $ dans le monde dont 22 393 764 $ en France. La rentabilité du film est de 371 %.

## Distinctions

### Récompenses
- César 2007 : César du meilleur premier film pour Isabelle Mergault
- Raimu de la comédie 2006 :
  - Meilleur scénario pour Isabelle Mergault
  - Meilleur comédien pour Michel Blanc
- Chevalier de l'Ordre du Mérite agricole en 2008 pour Isabelle Mergault et Michel Blanc

### Nominations
- César 2007 : 
  - Meilleur acteur pour Michel Blanc
  - Meilleur scénario original pour Isabelle Mergault
- Lumières 2007 :
  - Meilleur acteur pour Michel Blanc
  - Meilleur scénario original pour Isabelle Mergault
  - Révélation féminine pour Medeea Marinescu
- Raimu de la comédie 2006 :
  - Meilleur film de comédie pour Isabelle Mergault
  - Meilleure comédienne dans un second rôle pour Éva Darlan
  - Meilleure mise en scène pour Isabelle Mergault